# Sceloporus gadoviae
Espèce
Statut de conservation UICN

 LC  : Préoccupation mineure
Sceloporus gadoviae est une espèce de sauriens de la famille des Phrynosomatidae.

## Répartition
Cette espèce est endémique du Mexique. Elle se rencontre dans les États de Morelos, du Michoacán, du Puebla, d'Oaxaca, de Mexico et du Guerrero.

## Étymologie
Cette espèce est nommée en l'honneur d'Hans Friedrich Gadow.

## Publication originale
- Boulenger, 1905 : Descriptions of new reptiles discovered in Mexico by Dr. H. Gadow, F.R.S. Proceedings of the Zoological Society of London, vol. 1905, no 2, p. 245-247 (texte intégral).